# Securidaca longifolia
Securidaca longifolia är en jungfrulinsväxtart som beskrevs av Eduard Friedrich Poeppig och Endl.. Securidaca longifolia ingår i släktet Securidaca och familjen jungfrulinsväxter. Inga underarter finns listade i Catalogue of Life.